# 二時臨齋儀
二時臨齋儀，漢傳佛教齋食儀軌，是佛教出家眾及信徒，在每日早餐及午餐（二時）時進行，因此得名。在用餐前，先誦唸供養偈，之後再用餐；在用餐結束後，則誦念結齋偈，之後方才結束用餐，離開齋堂。這個儀軌被視為是修行的一部份。因為出家眾戒律中，有過午不食這一條，晚餐不被視為正餐，被稱為藥石。在晚餐時，不用進行這個儀軌。

## 概論
在早餐及午餐時進行的儀式，稱為《二時臨齋儀》。
佛門在生活中實踐佛法，行住坐臥，甚至生理大小便時皆有提醒自己修行的法語，如《毗尼日用切要》〈登廁〉：「大小便时，当愿众生，弃贪瞋痴，蠲除罪法」(蠲，音捐，去除之意)，〈去穢〉(沖馬桶)：「洗涤形秽，当愿众生，清净调柔，毕竟无垢」。故《二時臨齋儀》亦提醒教徒吃飯時需要「食時五觀」，提醒自己當具足佛法、利益他人。
食時五觀：
1.「計功多少，量彼來處。」
2.「忖己德行，全缺應供。」
3.「防心離過，貪等為宗。」
4.「正事良藥，為療形枯。」
5.「為成道業，應受此食。」

## 供養
在開始用餐前，先進行供養。通常是誦唸諸佛名號，將食物供奉給諸佛。誦唸用的偈語有長有短，最簡單的形式為：「供養佛，供養法，供養僧，供養一切眾生。」而全文則為：「供養清淨法身毗盧遮那佛，圓滿報身盧捨那佛，千百億化身釋迦牟尼佛，當來下生彌勒尊佛，極樂世界阿彌陀佛，十方三世一切諸佛，大智文殊師利菩薩，大行普賢菩薩，大悲觀世音菩薩，大願地藏王菩薩，諸尊菩薩摩诃薩，摩诃般若波羅蜜。」
若米飯或饅頭則續念：「三德六味，供佛及僧。法界有情，普同供養。若飯食時，當願眾生．禪悅為食，法喜充滿。」
若粥則續念：「粥有十利，饒益行人。果報無邊，究竟常樂。」

## 出食
供養佛菩薩後，施食鬼道眾生，由侍者默念「出食偈咒」，早午晚各有偈語與陀羅尼，將食物布施鬼神。
- 早齋：「法力不思議，慈悲無障礙，七粒遍十方，普施周沙界。」「唵。度利益莎訶。」（七遍。早齋出生，用此偈咒。）
- 午齋：「大鵬金翅鳥，曠野鬼神眾，羅剎鬼子母，甘露悉充滿。」「唵。穆帝莎呵。」（七遍。午齋出生，用此偈咒。）
- 藥石(晚齋)：「汝等鬼神眾，我今施汝供，此食遍十方，一切鬼神共。」「唵。穆力陵莎訶。」（侍者出生送食。念此偈一遍，咒七遍，三彈指。如無侍者，自送亦爾。）[8]

## 飯前三念及禮儀
供養及出食畢後，則需進行飯前三念。一般來說有三碗一盤一雙筷，分別是飯碗、湯碗、水果碗，接著便是菜盤。
先以雙手食指、中指按著筷子兩端，其餘手指收起。把筷子以順時針方向把筷子頭移出桌面再拿起。然後先取用飯碗：右手握筷並輕托飯碗底，左手以食指、中指放在碗後，接著無名指及尾指放在碗前，然後輕托飯碗。接著左手姆指在碗口，其餘四手平放在碗底，隨後把碗端起來，此動作稱作「龍含珠」。然後進行飯前三念。首先用調羹吃三口飯，每一口作一念觀想。
- 左邊一口，第一默念：「願斷一切惡，無一惡不斷。」
- 右邊一口，第二默念：「願修一切善，無一善不修。」
- 中間一口，第三默念：「誓度一切眾生，無一眾生不度。」

需注意在夾取飯時，慢放食物入口，以食就口，不以口就食，頭不下垂，稱作「鳳點頭」。

## 用齋期間禮儀
飯前三念後，可以開始用齋，禮儀大概如下：
用齋期間心存「食存五觀」，除了糾察師父或工作人員在有需要輕聲說話外，堂中大眾一律禁語，因此口嚼食物不能發出聲響。放置碗筷和夾菜時，也應盡量把聲響降至最低，而且整個過程也注意「鳳點頭」和「龍含珠」的姿態。若不慎把飯菜掉在桌上，也需夾回吃下，不能浪費。若需加飯，應先把飯碗放置桌子邊沿，但不可過出，然後等候第二遍行堂師兄前來，接著使用筷子輕指碗內所需份量。若需要加湯，要湯不要料，則把筷子平劃在碗面，然後再輕指份量；若要料不要湯，則把筷子放在碗子中間，再輕指份量。三遍行堂之後，巡開水，洗乾淨碗裏剩餘的食物亦要一併喝下，不浪費每一粒糧食。
用齋後，需先把空碗整齊疊起，然後先把菜盤放出，隨後是空碗，接著水果碗，最後就是筷子，需注意整個過程都是一聲不響，然後等候結齋。

## 結齋
食畢念「結齋偈」，先誦準提咒，後念：「所謂布施者，必獲其利益．若為樂故施，後必得安樂。飯食已訖，當願眾生．所作皆辦，具諸佛法。」感恩大眾布施之食物，提醒自己當努力利益眾生並願眾生成佛。